# Saint-Germain-des-Champs
Saint-Germain-des-Champs är en kommun i departementet Yonne i regionen Bourgogne-Franche-Comté i norra Frankrike. Kommunen ligger i kantonen Quarré-les-Tombes som tillhör arrondissementet Avallon. År 2022 hade Saint-Germain-des-Champs 344 invånare.

## Befolkningsutveckling
Antalet invånare i kommunen Saint-Germain-des-Champs
| Referens: INSEE |